# بدر حسن
بدر حسن أحمد لاعب كرة قدم ليبي من مواليد 1 أكتوبر 1987، يلعب في مركز الوسط. 

## روابط خارجية
بدر حسن على موقع كووورة